# コン・テユ
コン・テユ（1982年3月21日 - ）は、韓国の 俳優、タレント。血液型A型。身長179cm、体重64kg。神奈川県出身。在日コリアン。
初期の芸名は孔大維。またはTETSU。現在は芸名を「孔大維（コン・テユ）」と表記することが多いが、別名義「TEYU」も使うことがある。
ワタナベエンターテインメント所属を経て、2013年10月よりフリーとなる。
現在は主に韓国で韓国映画や韓国ドラマの日本語指導、監修をしながら活躍している。

## 来歴
- 2001年、テレビドラマ『天国に一番近い男』に出演するなど日本で活動していたが、2003年に韓国へ渡り芸能活動を開始し、音楽番組のVJやミュージックビデオで活躍[1]。
- 2008年2月21日 - 2008年2月27日にインターネットサイトブロコリで開催されたペ・ヨンジュン主催のオーディション「ブロコリ会員16万人が選ぶ新韓流スターオーディション」で9人の最終候補者の中からグランプリを獲得。IMXと専属契約を結ぶ。
- 2008年3月18日より、公式ファンクラブおよび公式ブログがオープンし、日本での活動を再開する[1]。
- 2013年10月1日に、所属事務所のワタナベエンターテインメントを退社したことを公式ブログで報告。

## 人物
- 2008年11月6日に『森田一義アワー 笑っていいとも!』のコーナー「出たいドル」上で、家系図を手に孔子の子孫であることを明かした（孔子の子孫は直系でなければ現在400万人はいるという）。
- 『ミュージカル・テニスの王子様』での共演がきっかけで牧田哲也、平田裕一郎と仲が良く、それぞれのブログで名前がよく登場する。
- 俳優業のみならずMCとして活躍することも多く、幅広い韓国アイドルとの交流がある。最近は、プライベートでも仲の良い超新星のソロプロジェクトの楽曲制作などに参加することもある。
- 2021年5月1日、結婚を発表した。

## 出演

### 映画
- クロサワ映画2011〜笑いにできない恋がある〜（2011年） - パク・ソンドル 役
- 剛鉄の雨2(2020年、韓国)哨戒機操縦士 役
- 犯罪都市 NO WAY OUT(2023年、韓国)トモ部下 役

### ドラマ
- それぞれの断崖（2000年）
- 天国に一番近い男（2001年） - 長沢隆男 役
- 東京ゴースト・トリップ（2008年4月） - 桜川道之助 役
- 仮面ライダーW（2010年） - 加頭順 役
- 特命戦隊ゴーバスターズ（2012年11月4日） - 長谷川マモル 役
- TV・局中法度!（2013年3月3日） - 佐々木只三郎 役
- フレネミー -どぶねずみの街-（2013年7月 - 9月、日本テレビ）
- ミスター・サンシャイン（2018年9月、tvN（韓国）） - 佐々木少佐 役
- パチンコ - Pachinko(2022年、Apple TV)警察官 役

### ネットムービー
- ネット版 仮面ライダーW FOREVER AtoZで爆笑26連発（2010年）- 加頭順 役

### バラエティ
- 賢コツ!!（2009年3月14日・5月23日・7月18日・8月1日・8日、テレビ朝日）
- 幸せの黄色い仔犬（2009年4月 - 2013年9月、中京テレビ）
- もらえるテレビ!（2009年10月3日 - 2010年3月27日、テレビ朝日）
- 祝女〜shukujo〜（2010年1月10日 - 3月28日・9月30日 - 2011年3月3日、NHK総合） - 「無限男子」のメンバーのひとり

### 舞台
- ミュージカル テニスの王子様 - 4代目河村隆 役
  - The Imperial Presence 氷帝 feat.比嘉（2008年7月 - 11月）
  - The Treasure Match 四天宝寺 feat. 氷帝（2008年12月 - 2009年3月）
  - Dream Live 6th（2009年5月）
- FREE(S) プロデュース　タイムカプセル（2011年4月） - 李 役
- パルコプロデュース　露出狂（2012年7月 - 8月） - 葉枝 役
- 完全版・人間失格（2012年11月） - 作家 役
- アトリエダンカンプロデュース　しゃばけ（2013年4月 - 5月）
- 朗読劇　最果てリストランテ(2018年4月8日) ハン・ソンギュ 役
- フォトシネマ朗読劇　HARAJUKU～天使がくれた七日間～(2019年3月23日、24日)

#### インターネット
- MIDTOWN TV アジアンビューティーボーイズ（2008年4月14日・4月28日・5月19日、GyaO）
- オールナイトニッポンモバイル　メインパーソナリティ（2010年3月10日配信、ニッポン放送モバイル1242）
- K-COOK （2011年8月16日 - 配信期間6か月、フジテレビ無料動画サイト「見参楽（みさんが!）」）
- ワタナベプラス　1時間2分（GyaO）
- 私立田町学苑ボウリング部（2012年10月23日 - 2013年8月15日、アメーバスタジオ） ※月1回配信

### CM
- セウカン（韓国）

### その他テレビ番組
- K-POP Countdown（2003年夏 - 2006年2月、KNTV）
- K-POP ZONE（2006年4月 - 2008年6月、Mnet）
- 韓風WIDE（2005年12月 - 2008年3月、M-ON）
- K-LOVERS（2008年11月 - 2009年7月、Mnet）
- テレビでハングル講座（2009年4月 - 2011年3月、NHK教育）
- MADE IN BS JAPAN（2011年4月 - 9月、BSジャパン） - 月曜レギュラー
- ソーシャルトリップ〜スマホ1つで世界に飛び出せ〜 香港編（2013年3月17日・24日、テレビ東京）

### ラジオ
- K・LOVERS（2008年11月1日 - 2009年7月、兵庫エフエム放送（kiss FM KOBE）） - メインパーソナリティー
- K-POP COUNTDOWN （2010年10月24日 - 2013年、文化放送） - メインパーソナリティー

### イベント
- 「アン・ジェウク JAPAN LIVE 2008 -to you-」（2008年3月29日） - 記者会見MC&コンサート同時通訳
- 韓国ドラマ「白い巨塔」 日本ファンミーティング」（2008年4月20日） - イベント司会・進行
- 「カフェMnet1号店」（2008年5月24日・25日） - メインMC
- 韓国版「花より男子」 日本イベント（2009年4月16日） - MC
- コン・テユ トークライブ「ラヂオの王子様・2」（2010年1月11日）
- 「TEEN TOP ファンミーティング」（2010年4月2日） - MC
- コン・テユ トークライブ「ラヂオの王子様vol.2」（2010年8月13日）
- コン・テユ トークライブ 〜12月のスタジアム〜（2010年12月26日）
- 「ずっと、もっと、Mnet！と・と・とキャンペーン感謝祭　2010」（2011年2月4日） - MC（無限男子としてパフォーマンスも行った）
- 「ユン・サンヒョン 2011年 ミニライブ＆ファンミーティング」（2011年2月25日） - MC
- 「ずっと、もっと、Mnet！と・と・とキャンペーン感謝祭　2011」（2012年3月10日） - MC
- 「ずっと、もっと、Mnet！と・と・とキャンペーン感謝際　2012」（2013年3月31日）MC
- 「2013JYJMEMBERSHIP WEEK」（2013年6月29日） - MC
- 「2013超新星ファンミーティング」（2013年7月24日） - MC
- 「2015XIAFIRST LOVE FANNEETING」（2015年9月26日・27日） - MC
- 「2015　U-KISS　"SO SWEET"FANMEETING　IN SEOUL」（2015年11月15日） - MC
- 「2015 MYNAME CUP IN KOREA スポーツ大会 & ファンミーティング」（2015年12月12日） - MC
- 「BEAST　GUESS WHO? リリースイベント」（2016年2月14日・17日）
- 「KCON 2016　JAPAN　MEET＆GREET」（2016年4月9日・10日） - MC
- 「TOSCANA PRESENTS 幸せをあなたにwith XIA JAPAN FANMEETING」（2016年4月30日・5月1日） - MC
- 「また?!オ・ヘヨン ～僕が愛した未来(ジカン)～」 第1話試写会＆スペシャルトークショー」（2016年7月28日） - MC
- 「2016 301 CAMP」（2016年11月11日 - 13日） - MC
- 「ロッテJTB広報モデル就任記念 「Special Gift with B1A4」Fanmeeting」（2016年12月10日） - MC
- 「CODE-V SPRING LIVE2017～宇宙NO.1イケメンが帰ってきた！BEST SIX STARS～ アフタートークイベント」（2017年3月20日） - MC
- 「KCON 2017 JAPAN MEET&GREET」（2017年5月19日 - 21日） - MC
- 「PARADISE CITY広報大使 キム・ジェジュンスペシャルファンミーティング」（2017年6月25日） - MC
- 「ロッテJTB広報モデル就任記念 2017 B1A4 Fanmeeting Awesome Day」（2017年9月2日） - MC
- イ・スンギ【宮合】The princess and the matchmakerスペシャル上映会（2018年3月10日）　- MC
- キム・ジェジュンファンミーティングin PARADISE CITY（2018年9月9日） - MC
- 変革の愛　ファンミーティングwithチェ・シウォン　(2018年10月14日) - MC
- ナム・ジュヒョク ファンミーティングin PARADISE CITY（2019年5月19日） - MC
- 2019 Jinyoung Fan Party in seoul< PARTY JINYOUNG >（2019年6月1日、2日） - MC
- ASTRO FANMEETING in PARADISE CITY（2019年6月9日）- MC
- mondaykiz日本コンサート(2019年7月27日、28日) - MC
- キム・ジェジュンファンミーティングin PARADISE CITY (2019年7月21日) - MC
- 新世界朝鮮ホテル広報モデル就任記念イ・ミンホイベント　(2019年9月7日) - MC
- XIA FANMEETING HOMEPARTY (2019年9月22日) - MC
- PARADISE CITY広報大使ナム・ジュヒョクFANMEETING IN PARADISE CITY (2019年9月29日) - MC
- 2019 WELCOME BACK MYNAME  FANMEETING IN SEOUL (2019年11月29日、30日) )- MC
- キム·ミョンス（エル）ミニシリーズドラマ「 お帰り(オソワ)」撮影現場見学ファンミーティング(2019年12月14日 - MC
- SUNGMO BIRTHDAY ANNIVERSARY HELLO＆GOODBYE - MC
- SUNGMO JAPAN SOLO DEBUT 6th ANNIVERSARY ONLINE EVENT- MC

### MV
- FLUX「捨てろ」
- H2歌人「愛してる。もっと幸せに」（2007年）

### DVD
- アジアンMEN’Sグラフィティ〜コン・テユ“追う男”in京都〜（2009年、ポニーキャニオン）
- 韓流ベストコレクション ドラマで学ぶ韓国語
- 仮面ライダーW RETURNS 仮面ライダーエターナル（2011年） - 加頭順 役

### 書籍
- コン・テユ×イ・テガン×イ・テウ1st.写真集『T3』（2008年、ワニブックス）
- 男子3人　てくてくソウル（2011年、ブックマン社）
- 地球の歩き方MOOKハンディ ソウルの歩き方2019-20(2019年、ダイヤモンド社)

## 作品

### ドラマ
- ミスター・サンシャイン (2018年9月、tvN（韓国））日本語指導、監修
- スロウトレイン (2025年1月TBS) 日本語指導
- トリガー ニュースの裏側 (2025年Disney+) 9話 日本語指導
- 隠し味にはロマンス (2025年Netflix)5話、6話、7話 日本語指導、監修

### 映画
- 剛鉄の雨2(2020年、韓国)　日本語監修
- 太陽は動かない (2021年)　日本語指導
- 夜叉 -容赦なき工作戦- (2022年、韓国）日本語指導、監修　Netflix
- ハンサン -龍の出現-(2022年、韓国) 日本語指導、監修
- 幽霊　(2023年、韓国) 日本語指導、監修
- 犯罪都市 NO WAY OUT(2023年、韓国) 日本語指導、監修
- ノリャン -死の海-(2023年、韓国) 日本語指導
- 破墓/パミョ　(2024年、韓国) 日本語指導
- 戦と乱 (2024年、韓国) 日本語指導、監修 Netflix
- ハルビン (2024年、韓国) 日本語指導、監修

### 作詞
- ソンモfrom超新星「Wake up」(日本語訳)
- ソンモ「ひだまり」(共作詞)
- ユナクfromSUPERNOVA「記憶という永遠」(共作詞)
- ユナクfromSUPERNOVA「BLUE」(共作詞)
- JO1「ZERO」(共作詞)

### 書籍
- ダーウィン・ヤング　悪の起源 著:パク・チリ（日本語訳 2023年、幻冬舎）